# Mendoza (Rodríguez de Mendoza)
Mendoza, couramment appelée San Nicolás, est une ville du nord du Pérou, chef-lieu du district de San Nicolás et également capitale de la province de Rodríguez de Mendoza.
La ville est située à 1 616 mètres d'altitude et comptait une population de 4 989 habitants en 2017.

## Tourisme
- Sources chaudes de Tocuya : ses eaux ont une température de 20 °C et contiennent du soufre.
- Laguna de Huamanpata : lac saisonnier.
- Site de Wimba : site archéologique.
- Caverne de Léo : grande grotte comportant de nombreuses concrétions.
- Colpa de Leyva : source d'eau cristalline donnant naissance à un ruisseau affluent du Río Leyva.

Quelques sites tourisitiques
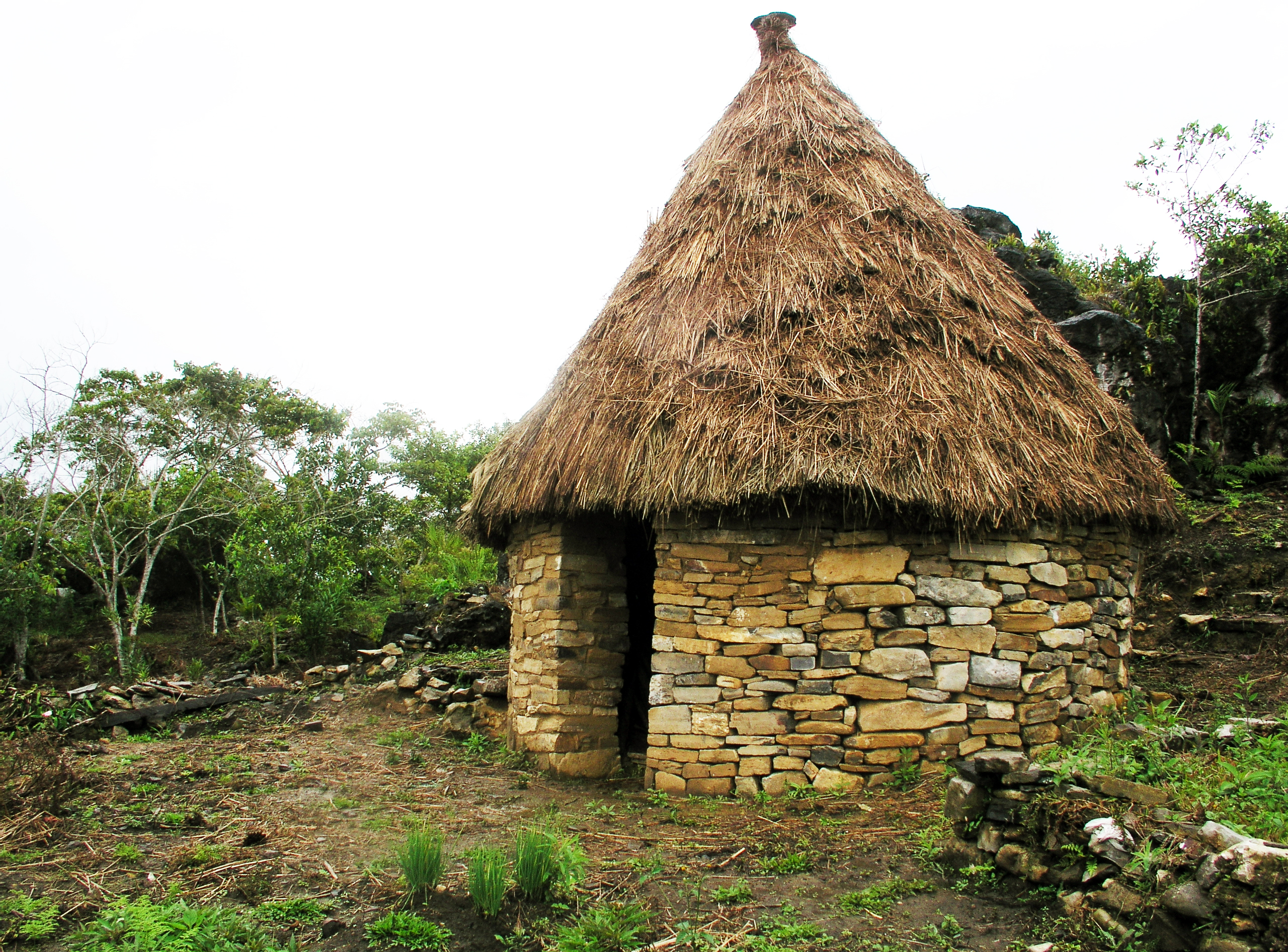
Site archéologique de Wimba.
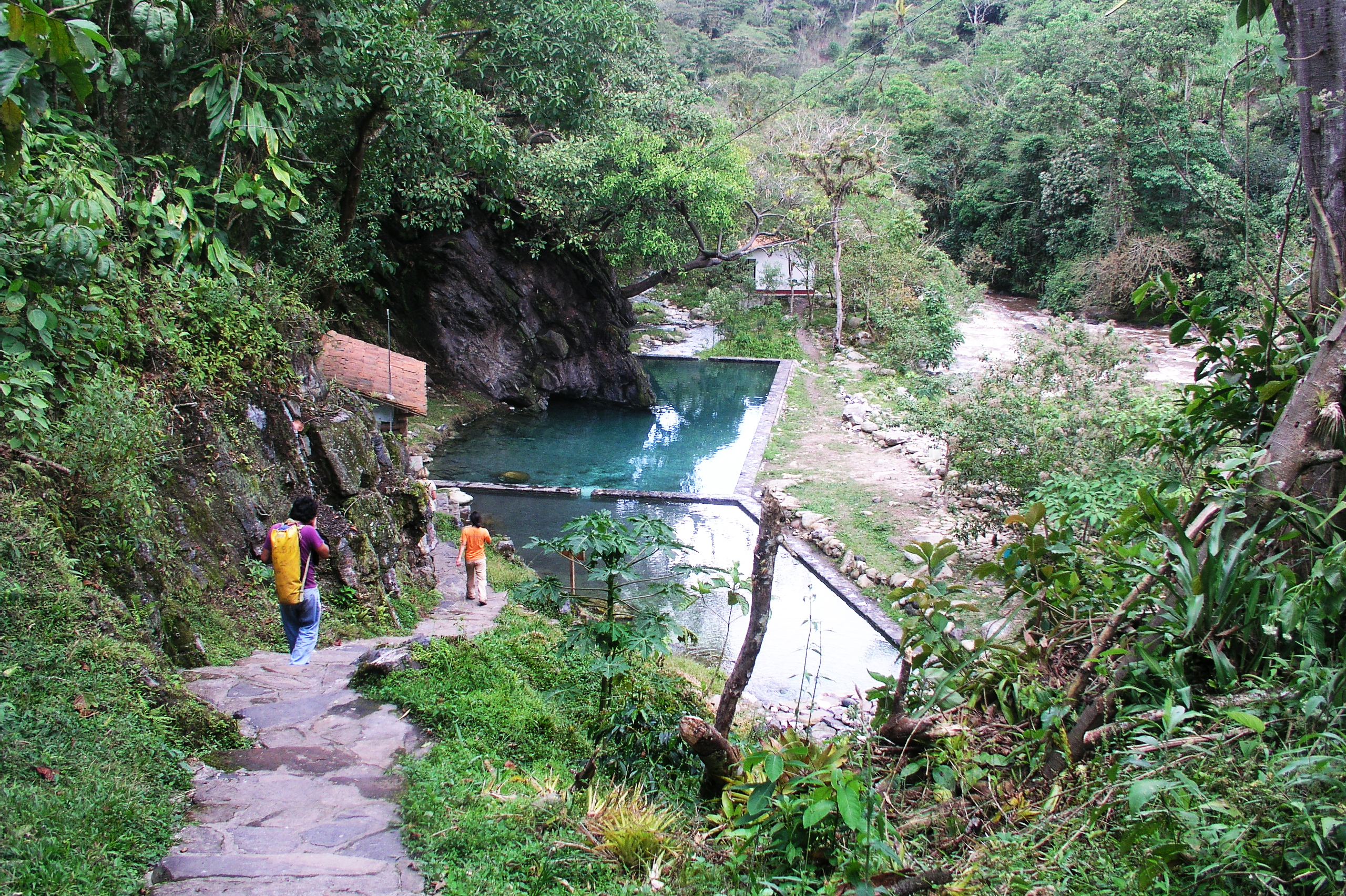
Eaux thermales de Tocuya.
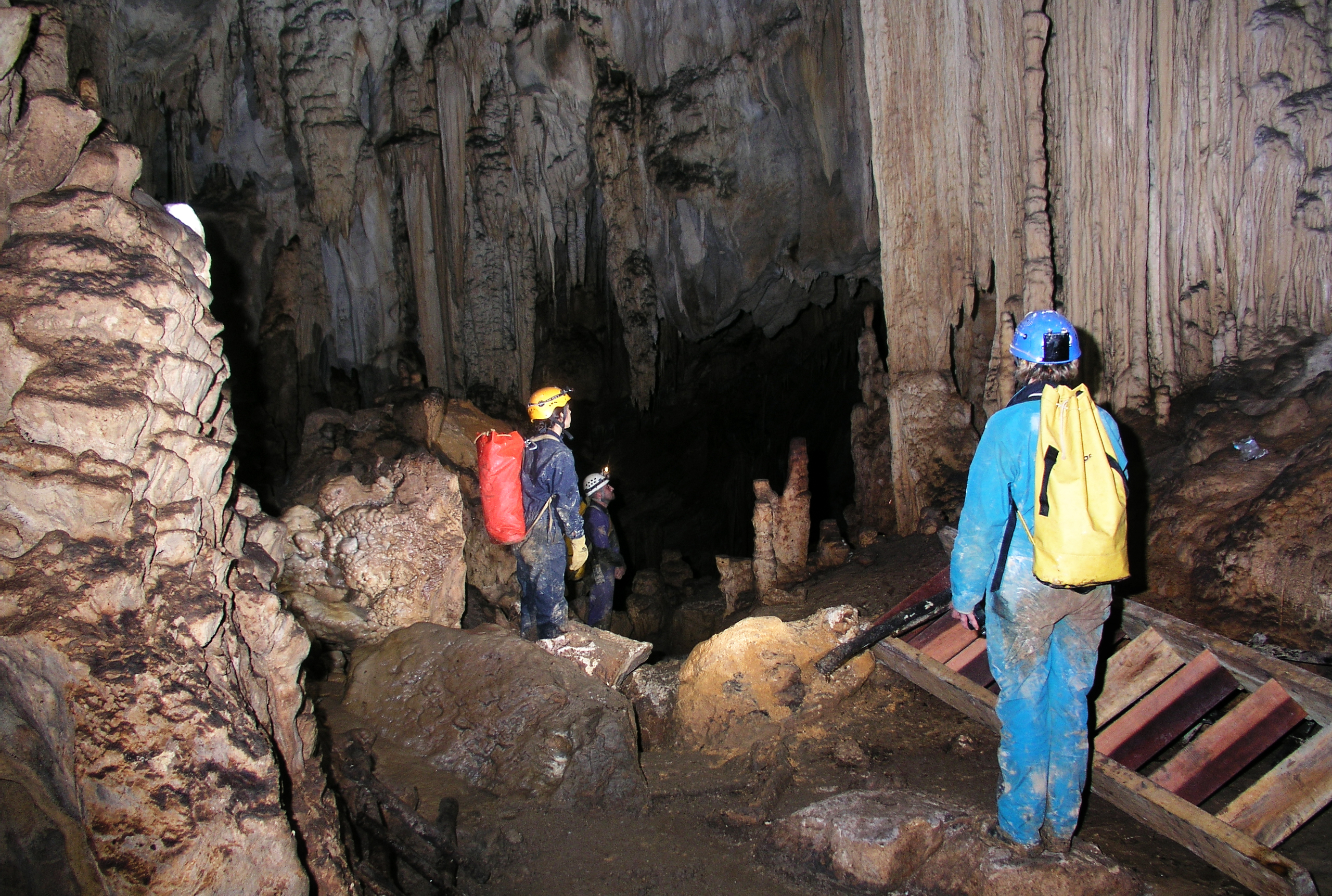
Caverne de Léo.